# Клабунд
Клабунд (нем. Klabund; наст. имя Альфред Геншке, нем. Alfred Henschke; 4 ноября 1890, Кросно-Оджаньске — 14 августа 1928, Давос) — немецкий поэт, прозаик и драматург, экспрессионист.

## Биография
Альфред Геншке, позже взявший себе литературный псевдоним Клабунд, родился в семье аптекаря. Уже в 16-летнем возрасте заболел туберкулёзом, в течение всей своей недолгой жизни был вынужден заниматься санаторным лечением в Италии и Швейцарии, что отрицательно сказывалось также на материальном положении его семьи.
По окончании гимназии в 1909 году во Франкфурте-на-Одере он изучал в Мюнхенском университете химию и фармакологию, а затем — философию, филологию и театральное искусство (в Мюнхене, Берлине и в Лозанне). Во время учёбы в Мюнхене сблизился с местной театральной богемой и подружился с писателем Франком Ведекиндом — предтечей немецкого экспрессионизма. В 1912 году Геншке бросил учёбу, в том же году были опубликованы его первые стихотворения, подписанные псевдонимом «Клабунд». Как объяснял сам Геншке, этот псевдоним он взял из преклонения перед писателем Петером Хилле, ведшем образ жизни поэта-бродяги (вагабунда). Кроме этого псевдонима, Геншке иногда использовал и некоторые другие.

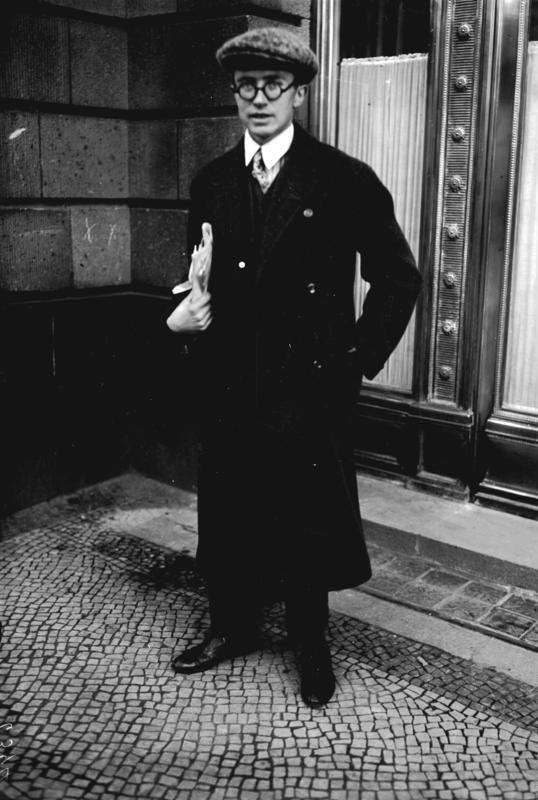
Клабунд (1928)

Первый сборник его стихотворений под названием «Утренняя заря! Клабунд! И дни мрачнеют!» (Morgenrot! Klabund! Die Tage dämmern!) вышел в Берлине в 1913 году. Свой первый роман — «Рубин. Роман молодого человека (Der Rubin. Roman eines jungen Mannes)» — Клабунд закончил в мае 1914 года в Арозе (Швейцария) и отправил его для публикации в Берлин. Однако начавшаяся Первая мировая война и трения между автором и издателем привели к тому, что «Рубин» вышел в свет уже после смерти автора, в 1929 году, в Вене. В 1913 году Клабунд начал сотрудничать с журналом «Пан», а также с журналами «Югенд» и «Симплициссимус». Вступление Германии в войну Клабунд, как и значительная часть немецкой интеллигенции, принял восторженно и приветствовал её сочинением целой серии патриотических солдатских песен. В армию же, в связи с заболеванием туберкулёзом, поэт призван не был. В этот период своего творчества он начал интересоваться культурой и литературой Востока: он много переводил из китайской и японской, а также исламской средневековой литературы (сочинения Лао-цзы, Омара Хайяма, Хафиза, китайской и японской военной лирики и др.). В 1915 году он отправился на лечение в туберкулёзный санаторий в швейцарский Давос.
Со временем, по мере того как фронты Первой мировой требовали всё больше жертв, Клабунд превратился в активного противника войны. В 1917 году цюрихская газета «Neue Zürcher Zeitung» опубликовала его открытое письмо императору Вильгельму II с требованием уйти в отставку. В связи с этим против Клабунда в Германии был начат судебный процесс по обвинению в предательстве. Сам же поэт в Швейцарии сблизился с пацифистами, группировавшимися вокруг издания «Белые листы» (Die Weißen Blätter), для которого и он писал. В 1918 году вышел из печати роман Клабунда «Браке» (Bracke), имевший успех у читателей. В том же году он женился на Брунхильде Геберле, с которой познакомился в туберкулёзном санатории. Супруга поэта скончалась через полгода при родах; ребёнок умер в феврале 1919 года.
В 1920 году писатель создал лирический роман «Мариетта» (Marietta), посвящённый его подруге и музе, танцовщице кабаре Мариетте ди Монако. В 1923 он вновь женился — на актрисе Кароле Неер, брак с которой был неспокойным и сопровождался постоянными скандалами, изменами Каролы и т. п. В 1925 году Клабунд создал драму «Меловой круг» (Der Kreidekreis), написанную на темы из китайской поэзии (о легендарном судье Бао Чжэне) и поставленную в том же году в театре Мейсена, а затем в Берлине. Пьеса имела оглушительный успех и стала исходным материалом для других произведений — оперы Александра фон Цемлински того же названия (1933) и пьесы Бертольта Брехта «Кавказский меловой круг» (1944—1945). В последующие годы Клабунд регулярно писал репризы и сценарии для постановок в берлинских кабаре. В 1920-е годы сочинённые им куплеты и песенки были очень популярны в Германии. В 1928 году, во время поездки в Италию, поэт заболел воспалением лёгких, что в сочетании с туберкулёзом, которым он страдал уже долгие годы, было смертельно опасно. Для лечения он уехал в Давос, где и умер на руках своей супруги, Каролы Неер.
В честь поэта в Вене в 1933 году была названа одна из улиц (Klabundgasse).
В творческое наследие Клабунда вошли 25 драм и 14 романов, часть из которых были опубликованы уже после его смерти, большое количество рассказов, стихотворений и шванков, литературные переводы и статьи по культурологии и истории литературы. Среди романов писателя были и посвящённые истории России — «Пётр» (изд. 1923) и «Распутин» (изд. 1929). В 1998—2003 годах в Германии вышло в свет 8-томное собрание его сочинений (изд. Elfenbein Verlag, Гейдельберг и Берлин).